# Rakovec (Bogovinje)
Rakovec (makedonsky: Раковец, albánsky: Rakovec) je vesnice v Severní Makedonii. Nachází se v opštině Bogovinje v Položském regionu.

## Demografie
Podle sčítání lidu z roku 2002 žije ve vesnici 811 obyvatel albánské národnosti.
| Rok          | 1900 | 1929 | 1948 | 1953 | 1961 | 1971 | 1981 | 1994 | 2002 |
| ------------ | ---- | ---- | ---- | ---- | ---- | ---- | ---- | ---- | ---- |
| Obyvatelstvo | 220  | 369  | 600  | 644  | 674  | 880  | 894  | 828  | 811  |